# Max Wolf
Maximilian Franz Joseph Cornelius Wolf (Heidelberg, 21 de junho de 1863 — Heidelberg, 3 de outubro de 1932) foi um astrônomo alemão e pioneiro no campo da astrofotografia. Foi presidente da cátedra de astronomia na Universidade de Heidelberg e diretor do Observatório Heidelberg-Königstuhl entre 1902 até sua morte.
O asteroide 827 Wolfiana foi assim batizado em sua homenagem.

## Primeiros anos
Max Wolf nasceu em Heidelberg, Alemanha, em 21 de junho de 1863, filho do médico Franz Wolf. Seu pai encorajava-o a desenvolver um interesse pela ciência, tendo construído para o filho um observatório no jardim da casa da família. Foi a partir deste observatório que Wolf foi creditado pela sua primeira descoberta, o cometa 14P/Wolf, em 1884.

## Vida universitária
Wolf frequentou a universidade local e, em 1888, aos 25 anos de idade, recebeu o título de PhD da Universidade de Heidelberg. Ele então passou um ano em pós-graduação no Estocolmo, único intervalo significativo de tempo em toda sua vida em que havia vivido fora de Heiderberg. Ele então retornou para a Universidade de Heidelberg, onde aceitou a posição de Privatdozent em 1890, tendo sido um docente popular em astronomia e recusado ofertas de trabalho em outras instituições.
Em 1902, foi nomeado presidente da cátedra de astronomia na Universidade de Heidelberg e diretor do Observatório Heidelberg-Königstuhl, posições que manteve até sua morte, em 1932.

## Últimos anos e morte
A Universidade de Heidelberg ficou bastante conhecida no campo astronômico graças à liderança de Wolf. Ele foi um pesquisador prolífico, tendo contribuído com numerosos artigos em muitas áreas da astronomia até o final de sua vida.
Ele morreu em Heidelberg, em 3 de outubro de 1932, aos 69 anos de idade.

## Prémios e honrarias
- 1892 - Prémio Lalande[4]
- 1912 - Prémio Jules Janssen[5]
- 1914 - Medalha de Ouro da Royal Astronomical Society[6]
- 1930 - Medalha Bruce[7]

## Lista de asteroides descobertos
| 323 Brucia         | 22 de dezembro de 1891 |
| 325 Heidelberga    | 4 de março de 1892     |
| 328 Gudrun         | 18 de março de 1892    |
| 329 Svea           | 21 de março de 1892    |
| 330 Adalberta      | 2 de fevereiro de 1910 |
| 332 Siri           | 19 de março de 1892    |
| 333 Badenia        | 22 de agosto de 1892   |
| 334 Chicago        | 23 de agosto de 1892   |
| 339 Dorothea       | 25 de setembro de 1892 |
| 340 Eduarda        | 25 de setembro de 1892 |
| 341 California     | 25 de setembro de 1892 |
| 342 Endymion       | 17 de outubro de 1892  |
| 343 Ostara         | 15 de novembro de 1892 |
| 351 Yrsa           | 16 de dezembro de 1892 |
| 352 Gisela         | 12 de janeiro de 1893  |
| 353 Ruperto-Carola | 16 de janeiro de 1893  |
| 385 Ilmatar        | 1 de março de 1894     |
| 386 Siegena        | 1 de março de 1894     |
| 391 Ingeborg       | 1 de novembro de 1894  |
| 392 Wilhelmina     | 4 de novembro de 1894  |

| 393 Lampetia      | 4 de novembro de 1894      |
| 399 Persephone    | 23 de fevereiro de 1895    |
| 401 Ottilia       | 16 de março de 1895        |
| 407 Arachne       | 13 de outubro de 1895      |
| 408 Fama          | 13 de outubro de 1895      |
| 412 Elisabetha    | 7 de janeiro de 1896       |
| 413 Edburga       | 7 de janeiro de 1896       |
| 415 Palatia       | 7 de fevereiro de 1896     |
| 417 Suevia        | 6 de maio de 1896          |
| 418 Alemannia     | 7 de setembro de 1896      |
| 419 Aurelia       | 7 de setembro de 1896      |
| 420 Bertholda     | 7 de setembro de 1896      |
| 421 Zahringia     | 7 de setembro de 1896      |
| 434 Hungaria      | 11 de setembro de 1898     |
| 435 Ella          | 11 de setembro de 1898[A]  |
| 436 Patricia      | 13 de setembro de 1898[A]  |
| 442 Eichsfeldia   | 15 de fevereiro de 1899[A] |
| 443 Photographica | 17 de fevereiro de 1899[A] |
| 446 Aeternitas    | 27 de outubro de 1899[A]   |
| 447 Valentine     | 27 de outubro de 1899[A]   |

| 448 Natalie    | 27 de outubro de 1899[A]  |
| 449 Hamburga   | 31 de outubro de 1899[A]  |
| 450 Brigitta   | 10 de outubro de 1899[A]  |
| 455 Bruchsalia | 22 de maio de 1900[A]     |
| 456 Abnoba     | 4 de junho de 1900[A]     |
| 457 Alleghenia | 15 de setembro de 1900[A] |
| 458 Hercynia   | 21 de setembro de 1900[A] |
| 459 Signe      | 22 de outubro de 1900     |
| 460 Scania     | 22 de outubro de 1900     |
| 461 Saskia     | 22 de outubro de 1900     |
| 462 Eriphyla   | 22 de outubro de 1900     |
| 463 Lola       | 31 de outubro de 1900     |
| 464 Megaira    | 9 de janeiro de 1901      |
| 465 Alekto     | 13 de janeiro de 1901     |
| 466 Tisiphone  | 17 de janeiro de 1901[B]  |
| 467 Laura      | 9 de janeiro de 1901      |
| 468 Lina       | 18 de janeiro de 1901     |
| 471 Papagena   | 7 de junho de 1901        |
| 473 Nolli      | 13 de fevereiro de 1901   |
| 474 Prudentia  | 13 de fevereiro de 1901   |

| 480 Hansa        | 21 de maio de 1901[B]  |
| 482 Petrina      | 3 de março de 1902     |
| 483 Seppina      | 4 de março de 1902     |
| 484 Pittsburghia | 29 de abril de 1902    |
| 488 Kreusa       | 26 de junho de 1902[B] |
| 490 Veritas      | 3 de setembro de 1902  |
| 491 Carina       | 3 de setembro de 1902  |
| 492 Gismonda     | 3 de setembro de 1902  |
| 493 Griseldis    | 7 de setembro de 1902  |
| 494 Virtus       | 7 de outubro de 1902   |
| 495 Eulalia      | 25 de outubro de 1902  |
| 496 Gryphia      | 25 de outubro de 1902  |
| 499 Venusia      | 24 de dezembro de 1902 |
| 500 Selinur      | 16 de janeiro de 1903  |
| 501 Urhixidur    | 18 de janeiro de 1903  |
| 502 Sigune       | 19 de janeiro de 1903  |
| 509 Iolanda      | 28 de abril de 1903    |
| 512 Taurinensis  | 23 de junho de 1903    |
| 513 Centesima    | 24 de agosto de 1903   |
| 514 Armida       | 24 de agosto de 1903   |

| 515 Athalia   | 20 de setembro de 1903   |
| 520 Franziska | 27 de outubro de 1903[C] |
| 522 Helga     | 10 de janeiro de 1904    |
| 524 Fidelio   | 14 de março de 1904      |
| 526 Jena      | 14 de março de 1904      |
| 527 Euryanthe | 20 de março de 1904      |
| 528 Rezia     | 20 de março de 1904      |
| 529 Preziosa  | 20 de março de 1904      |
| 530 Turandot  | 11 de abril de 1904      |
| 531 Zerlina   | 12 de abril de 1904      |
| 532 Herculina | 20 de abril de 1904      |
| 539 Pamina    | 2 de agosto de 1904      |
| 540 Rosamunde | 3 de agosto de 1904      |
| 541 Deborah   | 4 de agosto de 1904      |
| 549 Jessonda  | 15 de novembro de 1904   |
| 550 Senta     | 16 de novembro de 1904   |
| 551 Ortrud    | 16 de novembro de 1904   |
| 552 Sigelinde | 14 de dezembro de 1904   |
| 553 Kundry    | 27 de dezembro de 1904   |
| 555 Norma     | 14 de janeiro de 1905    |

| 557 Violetta  | 26 de janeiro de 1905   |
| 558 Carmen    | 9 de fevereiro de 1905  |
| 559 Nanon     | 8 de março de 1905      |
| 560 Delila    | 13 de março de 1905     |
| 561 Ingwelde  | 26 de março de 1905     |
| 562 Salome    | 3 de abril de 1905      |
| 565 Marbachia | 9 de maio de 1905       |
| 570 Kythera   | 30 de julho de 1905     |
| 573 Recha     | 19 de setembro de 1905  |
| 574 Reginhild | 19 de setembro de 1905  |
| 575 Renate    | 19 de setembro de 1905  |
| 577 Rhea      | 20 de outubro de 1905   |
| 578 Happelia  | 1 de novembro de 1905   |
| 580 Selene    | 17 de dezembro de 1905  |
| 586 Thekla    | 21 de fevereiro de 1906 |
| 587 Hypsipyle | 22 de fevereiro de 1906 |
| 588 Achilles  | 22 de fevereiro de 1906 |
| 590 Tomyris   | 4 de março de 1906      |
| 592 Bathseba  | 18 de março de 1906     |
| 594 Mireille  | 27 de março de 1906     |

| 597 Bandusia    | 16 de abril de 1906      |
| 598 Octavia     | 13 de abril de 1906      |
| 601 Nerthus     | 21 de junho de 1906      |
| 605 Juvisia     | 27 de agosto de 1906     |
| 609 Fulvia      | 24 de setembro de 1906   |
| 610 Valeska     | 26 de setembro de 1906   |
| 641 Agnes       | 8 de setembro de 1907    |
| 642 Clara       | 8 de setembro de 1907    |
| 659 Nestor      | 23 de março de 1908      |
| 683 Lanzia      | 23 de julho de 1909      |
| 692 Hippodamia  | 5 de novembro de 1901[D] |
| 707 Steina      | 22 de dezembro de 1910   |
| 712 Boliviana   | 19 de março de 1911      |
| 733 Mocia       | 16 de setembro de 1912   |
| 798 Ruth        | 21 de novembro de 1914   |
| 800 Kressmannia | 20 de março de 1915      |
| 801 Helwerthia  | 20 de março de 1915      |
| 802 Epyaxa      | 20 de março de 1915      |
| 805 Hormuthia   | 17 de abril de 1915      |
| 806 Gyldenia    | 18 de abril de 1915      |

| 807 Ceraskia    | 18 de abril de 1915     |
| 809 Lundia      | 11 de agosto de 1915    |
| 810 Atossa      | 8 de setembro de 1915   |
| 811 Nauheima    | 8 de setembro de 1915   |
| 813 Baumeia     | 28 de novembro de 1915  |
| 815 Coppelia    | 2 de fevereiro de 1916  |
| 816 Juliana     | 8 de fevereiro de 1916  |
| 817 Annika      | 6 de fevereiro de 1916  |
| 818 Kapteynia   | 21 de fevereiro de 1916 |
| 819 Barnardiana | 3 de março de 1916      |
| 820 Adriana     | 30 de março de 1916     |
| 821 Fanny       | 31 de março de 1916     |
| 822 Lalage      | 31 de março de 1916     |
| 823 Sisigambis  | 31 de março de 1916     |
| 826 Henrika     | 28 de abril de 1916     |
| 831 Stateira    | 20 de setembro de 1916  |
| 832 Karin       | 20 de setembro de 1916  |
| 833 Monica      | 20 de setembro de 1916  |
| 834 Burnhamia   | 20 de setembro de 1916  |
| 835 Olivia      | 23 de setembro de 1916  |

| 836 Jole           | 23 de setembro de 1916  |
| 837 Schwarzschilda | 23 de setembro de 1916  |
| 838 Seraphina      | 24 de setembro de 1916  |
| 839 Valborg        | 24 de setembro de 1916  |
| 840 Zenobia        | 25 de setembro de 1916  |
| 841 Arabella       | 1 de outubro de 1916    |
| 842 Kerstin        | 1 de outubro de 1916    |
| 845 Naema          | 16 de novembro de 1916  |
| 860 Ursina         | 22 de janeiro de 1917   |
| 861 Aida           | 22 de janeiro de 1917   |
| 862 Franzia        | 28 de janeiro de 1917   |
| 863 Benkoela       | 9 de fevereiro de 1917  |
| 865 Zubaida        | 15 de fevereiro de 1917 |
| 866 Fatme          | 25 de fevereiro de 1917 |
| 868 Lova           | 26 de abril de 1917     |
| 870 Manto          | 12 de maio de 1917      |
| 871 Amneris        | 14 de maio de 1917      |
| 872 Holda          | 21 de maio de 1917      |
| 873 Mechthild      | 21 de maio de 1917      |
| 874 Rotraut        | 25 de maio de 1917      |

| 875 Nymphe     | 19 de maio de 1917     |
| 879 Ricarda    | 22 de julho de 1917    |
| 880 Herba      | 22 de julho de 1917    |
| 881 Athene     | 22 de julho de 1917    |
| 883 Matterania | 14 de setembro de 1917 |
| 884 Priamus    | 22 de setembro de 1917 |
| 887 Alinda     | 3 de janeiro de 1918   |
| 888 Parysatis  | 2 de fevereiro de 1918 |
| 889 Erynia     | 5 de março de 1918     |
| 890 Waltraut   | 11 de março de 1918    |
| 891 Gunhild    | 17 de maio de 1918     |
| 892 Seeligeria | 31 de maio de 1918     |
| 893 Leopoldina | 31 de maio de 1918     |
| 894 Erda       | 4 de junho de 1918     |
| 895 Helio      | 11 de julho de 1918    |
| 896 Sphinx     | 1 de agosto de 1918    |
| 897 Lysistrata | 3 de agosto de 1918    |
| 898 Hildegard  | 3 de agosto de 1918    |
| 899 Jokaste    | 3 de agosto de 1918    |
| 900 Rosalinde  | 10 de agosto de 1918   |

| 901 Brunsia     | 30 de agosto de 1918    |
| 904 Rockefellia | 29 de outubro de 1918   |
| 907 Rhoda       | 12 de novembro de 1918  |
| 908 Buda        | 30 de novembro de 1918  |
| 914 Palisana    | 4 de julho de 1919      |
| 919 Ilsebill    | 30 de outubro de 1918   |
| 927 Ratisbona   | 16 de fevereiro de 1920 |
| 946 Poesia      | 11 de fevereiro de 1921 |
| 949 Hel         | 11 de março de 1921     |
| 972 Cohnia      | 18 de janeiro de 1922   |
| 1008 La Paz     | 31 de outubro de 1923   |
| 1021 Flammario  | 11 de março de 1924     |
| 1038 Tuckia     | 24 de novembro de 1924  |
| 1039 Sonneberga | 24 de novembro de 1924  |
| 1053 Vigdis     | 16 de novembro de 1925  |
| 1069 Planckia   | 28 de janeiro de 1927   |
| 1134 Kepler     | 25 de setembro de 1929  |
| 1141 Bohmia     | 4 de janeiro de 1930    |
| 1169 Alwine     | 30 de agosto de 1930[E] |
| 1178 Irmela     | 13 de março de 1931     |

| 1179 Mally | 19 de março de 1931     |
| 1203 Nanna | 5 de outubro de 1931    |
| 1214 Richilde | 1 de janeiro de 1932    |
| 1219 Britta | 6 de fevereiro de 1932  |
| 1365 Henyey | 9 de setembro de 1928   |
| 1514 Ricouxa | 22 de agosto de 1906    |
| 1661 Granule | 31 de março de 1916     |
| 1703 Barry | 2 de setembro de 1930   |
| 1967 Menzel | 1 de novembro de 1905   |
| 2017 Wesson | 20 de setembro de 1903  |
| 2119 Schwall | 30 de agosto de 1930[E] |
| 2298 Cindijon | 2 de outubro de 1915    |
| 2373 Immo | 4 de agosto de 1929     |
| 2443 Tomeileen | 24 de janeiro de 1906   |
| 2483 Guinevere | 17 de agosto de 1928    |
| 2533 Fechtig | 3 de novembro de 1905   |
| 2650 Elinor | 14 de março de 1931     |
| 2732 Witt | 19 de março de 1926     |
| 3034 Climenhaga | 24 de setembro de 1917  |
| 3202 Graff | 3 de janeiro de 1908    |
| 3396 Muazzez | 15 de outubro de 1915   |
| 3626 Ohsaki | 4 de agosto de 1929     |
| 3907 Kilmartin | 14 de agosto de 1904    |
| 4588 Wislicenus | 13 de março de 1931     |
| 4775 Hansen | 3 de outubro de 1927    |
| 4809 Robertball | 5 de setembro de 1928   |
| 5702 Morando | 16 de março de 1931     |
| 5926 Schonfeld | 4 de agosto de 1929     |
| Total: 248 Co-descoberta feita com: A Friedrich Karl Arnold Schwassmann B Luigi Carnera C Paul Götz D August Kopff E Mario A. Ferrero |                         |